# MF Doom
Данијел Думилеј (енгл. Daniel Dumile; Лондон, 9. јануар 1971 — Лондон, 31. октобар 2020) био је британско-амерички репер, текстописац и музички продуцент, познат по уметничким именом MF Doom. Био је највише познат по својој уметничкој персони супер-зликовца и по свом препознатљивом стилу и лирикама пуних рима и хумора.
Био је препознатљив по својој јединственој маски, слична маски Доктор Дума (енгл. Doctor Doom) из Марвел универзума. Често се могла видети илустрована на његовим пројектима као што је то случај на омоту албума Операција: Судњи дан (енгл. Operation: Doomsday), издатог 1999. године. .
Био је веома познат у ундергроунд хип-хоп сцени, током времена је заслужио опис „омиљени репер вашег омиљеног репера”. Утицао је на рад и дискографију и модерних музичара из света хип-хопа.

## Детињство и младост
Данијел Думилеј је рођен 9. јануара 1971. године у Лондону. Отац му је пореклом из Родезије, а мајка са Тринидада. Док је још био дете, преселили су се на Лонг Ајленд, Сједињене Америчке Државе. Упркос томе, задржао је држављанство Велике Британије и никада није узео америчко.

## Музичка каријера
Kао Зев Лове X основао је групу KМД 1988. године заједно са својим млађим братом ДЏ-ејем Суброком (енг DJ Subroc) и репером Роданом, кога је касније заменио Оникс. Данте Рос, агент сазнао је за KМД преко хип-хоп групе 3rd Bass. KМД и Данте су склопили уговор са издавачком кућом Електра Рекордс. Имали су деби са поменутом групом на њиховом албуму "Кактус", након чега издају свој први албум "Господин Худ" (енг Mr Hood), која је доживела омањи успех.
Године 1993. мало пре изласка другог KМД албума Black Bastards, Думилејев брат Суброк, погинуо је у саобраћајној несрећи. Исте недеље, Електра Рекордс је прекинула рад са групом KМД. Други албум ове групе је неко време био спречен од пуштања у продају због контроверзног омота албума на ком је илустрован обешени стереотипни приказ црног пигмејског детета и човека мешаног црначког и америчкоиндијанског порекла. Након смрти свог брата, Думилеј се повлачи са хип хоп сцене између 1994. до 1997. године, живећи као бескућник. Kрајем деведесетих година, сели се из Њујорка у Атланту. Према његовим интервјуима, у том периоду се "опорављао од повреда" и тражио је начин за освету "индустрији која га је озбиљно деформисала". Албум Black Bastards се увелико илегално продавао на улицама, што је довело до Думилејевог раста у популарности у ундергроунд хип-хоп сцени.
Након 1997. године, почиње соло каријеру, пре свега на отвореним вечерима у кафеима у Њујорку, где је на почетку стављао женске чарапе преко главе, да би на крају прихватио своју маску.
За живота је издао 16 албума, 41 сингла и  7 компилација, сарађујући са разним познатим именима из света хип хопа.

## Лични живот
У Лондону је живио од 2009. године. Био је део религијске заједнице  Њубиан нације. заједнице која укључује учења ислама, хришћанства и јудаизма са одређеним учењима из области езотерије, кеметизма и НЛО теорија.
Његов син Kинг Малаки Изикијел Думилеј (енгл. King Malachi Ezekiel Dumile ) преминуо је крајем 2017. године.